# 용산공원관리센터
용산공원관리센터는 용산공원을 효율적으로 관리·운영하기 위하여 설립될 예정인 대한민국 국토교통부 산하 법인이다. 용산공원 및 용산공원시설의 설치 및 유지·관리에 소요되는 비용은 국가가 부담하는 것이 원칙이나 필요시 서울특별시청이 그 일부를 부담할 수 있게 할 예정이다. 서울특별시 용산구에 설립 예정이다.

## 설립 근거
- 용산공원 조성 특별법[5]

## 연혁
- 2008년 1월 1일 특별법에 건설교통부 산하 용산공원관리센터 설립 근거 마련
- 2008년 2월 29일 정부조직법 개정에 따라 국토해양부 산하 용산공원관리센터로 변경
- 2013년 3월 23일 정부조직법 개정에 따라 국토교통부 산하 용산공원관리센터로 변경

## 주요 업무
- 용산공원의 관리·운영
- 용산공원 시설물의 유지·보수 및 설치
- 용산공원의 안전관리
- 용산공원 관련 홍보·교육 및 각종 기념행사 개최
- 그 밖에 용산공원 조성목적을 달성하기 위하여 필요하다고 국토교통부장관이 승인한 사업
- 위의 사업에 부대되는 사업

## 사건·사고 및 논란

### 용산공원 특별법 위헌 소지 및 예산낭비 논란
2006년 8월 17일 환경재단 도시환경연구소(대표 최열)는 건설교통부에 제출한 의견서에서 “특별법은 공원조성 목적 달성(비용 마련)을 위해 주상복합 등 주변지역 도시개발사업을 별도의 공원시설로 보고 건설교통부령에 규정하도록 포괄적으로 위임하고 있다”며 “이는 공원시설을 조경.휴양.운동.편익시설로 한정한 ‘도시공원 및 녹지 등에 관한 법률’을 일탈한 것”이라고 말했다. 특별법의 비용부담 조항과 관련해서도 “용산공원 및 용산공원시설의 소요 비용을 국가 부담으로 규정하고 있지만 ‘다른 공작물’, ‘공원시설과 다른 공작물’, ‘다른 공작물의 관리자’(주상복합시설 등)에 대한 뚜렷한 법적 규정 없이 입법자인 건설교통부 장관에게 과도한 재량권을 허용하고 있어 이 역시 포괄적 위임입법에 해당한다”고 지적했다.
이밖에도 “용산공원건립추진위원회, 용산공원정비구역 추진 기획단, 용산공원관리센터를 각각 설립하는 것은 정부조직의 불필요한 팽창과 예산낭비를 초래하는 것”이라며 “마치 종로구에 문화재가 있다고 문화재청이 종로구만을 대상으로 법을 만드는 것과 다를 게 없다”고 꼬집었다.

## 같이 보기
- 순천만자연생태공원